# Стальмеж
Стальмеж (пол. Stalmierz, нім. Maßort) — село в Польщі, у гміні Хростково Ліпновського повіту Куявсько-Поморського воєводства.
Населення — 269 осіб (2011).
У 1975-1998 роках село належало до Влоцлавського воєводства.

## Демографія
Демографічна структура станом на 31 березня 2011 року:
|          | Загалом | Допрацездатний вік | Працездатний вік | Постпрацездатний вік |
| -------- | ------- | ------------------ | ---------------- | -------------------- |
| Чоловіки | 129     | 27                 | 92               | 10                   |
| Жінки    | 140     | 24                 | 84               | 32                   |
| Разом    | 269     | 51                 | 176              | 42                   |